# Liegi-Bastogne-Liegi 1937
La Liegi-Bastogne-Liegi 1937, ventisettesima edizione della corsa, fu disputata il 10 aprile 1937 per un percorso di 211 km. Fu vinta dal belga Éloi Meulenberg, giunto al traguardo in 5h49'30" alla media di 36,188 km/h, precedendo i connazionali Gustaaf Deloor e Julien Heernaert. 
I corridori che portarono a termine la gara al traguardo di Liegi furono in totale 54.

## Ordine d'arrivo (Top 10)
| Pos. | Corridore           | Squadra            | Tempo    |
| ---- | ------------------- | ------------------ | -------- |
| 1    | Éloi Meulenberg     | Alcyon-Dunlop      | 5h49'30" |
| 2    | Gustaaf Deloor      | Colin-Wolber       | s.t.     |
| 3    | Julien Heernaert    | -                  | s.t.     |
| 4    | René Pedroli        | Birma-Hutchinson   | s.t.     |
| 5    | René Walschot       | -                  | s.t.     |
| 6    | Camille Beeckman    | Dilecta            | s.t.     |
| 7    | Albert Perikel      | De Dion-Bouton     | s.t.     |
| 8    | Maurice Cocqueriaux | -                  | s.t.     |
| 9    | Joseph Somers       | Mercier-Hutchinson | s.t.     |
| 10   | Henri Garnier       | -                  | s.t.     |